# Bronis Ropė
Bronis Ropė (ur. 14 kwietnia 1955 w Degutėliai w rejonie ignalińskim) – litewski polityk i samorządowiec, wieloletni mer rejonu ignalińskiego, deputowany do Parlamentu Europejskiego VIII i IX kadencji, kandydat na urząd prezydenta.

## Życiorys
Z wykształcenia inżynier mechanik, ukończył w 1979 studia w Instytucie Politechnicznym w Kownie. Od 1979 pracował w Wilnie, następnie od 1980 w Duksztach jako technolog i główny inżynier. Był radnym w Duksztach, po czym w 1990 przeszedł do pracy w administracji samorządowej rejonu ignalińskiego. W 1995 wybrany do rady rejonu, następnie powołany na urząd mera, odnawiając wybór w kolejnych wyborach i zajmując to stanowisko do 2014.
W 2004 został wybrany do Sejmu Republiki Litewskiej z ramienia Związku Partii Chłopskiej i Nowej Demokracji, w dniu rozpoczęcia kadencji złożył mandat. Po przekształceniach partyjnych został działaczem Litewskiego Ludowego Związku Chłopskiego, przemianowanego później na Litewski Związek Rolników i Zielonych.
W 2014 z ramienia swojego ugrupowania kandydował w wyborach prezydenckich, uzyskując w pierwszej turze 4,1% głosów i zajmując ostatnie miejsce wśród siedmiu kandydatów. W tym samym roku ubiegał się o mandat eurodeputowanego. Litewskiemu Związkowi Rolników i Zielonych przypadło jego miejsce dla przewodniczącego partii Ramūnasa Karbauskisa, który jednak odmówił jego objęcia. W konsekwencji Bronis Ropė został eurodeputowanym VIII kadencji. W 2019 został wybrany na kolejną kadencję PE, funkcję tę pełnił do 2024. W tym samym roku uzyskał mandat posła do litewskiego parlamentu.